# Anders Rålamb
Anders Gabriel Rålamb, född 9 juni 1790 i Strö församling, Kristianstads län, död 18 september 1872 i Mörarps församling, Malmöhus län, var en svensk friherre, militär och hovjägmästare.

## Biografi
Anders Rålamb föddes 1790 på Strö i Strö socken. Han var son till ryttmästaren Sigfrid Rålamb och friherrinnan Brita Christina Sack. Rålamb blev 7 september 1806 kvartermästare vid Skånska husarregementet, 19 december 1807 kornet vid Skånska husarregementet och fick 21 februari 1815 löjtnants karaktär. Han fick 18 april 1815 överjägmästares titel och tog 21 januari 1815 avsked ur krigstjänsten. Rålamb blev 14 februari 1838 hovjägmästare och utnämndes 6 september 1852 till riddare av Dannebrogorden. Han avled 1872 på Rosenlund i Mörarps socken.

### Familj
Rålamb gifte sig 9 april 1827 på Hjularöd med friherrinnan Ottiliana von Schwerin (1803–1866), dotter till kammarherren friherre Carl Gustaf von Schwerin och Maria Gustava Trolle. De fick tillsammans barnen Ebba Christina Gustava Rålamb (1828–1829), Stina Rålamb (1830–1898) som var gift med kaptenen Mauritz Gabriel Clairfelt, Carl Sigfrid Christian Gabriel Rålamb (1831–1836) och Gundborg Rålamb (1835–1909) som var gift med ryttmästaren friherre Melker Fredrik Falkenberg af Trystorp.